# Liste von Kraftwerken in Litauen
Die Kraftwerke in Litauen werden sowohl auf einer Karte als auch in Tabellen (mit Kennzahlen) dargestellt. Die Liste ist nicht vollständig.

## Installierte Leistung und Jahreserzeugung
Im Jahr 2012 lag Litauen bezüglich der jährlichen Erzeugung mit 3,927 TWh an Stelle 126 und bezüglich der installierten Leistung mit knapp über 3,714 GW an Stelle 86 in der Welt.

## Kalorische Kraftwerke
In der Tabelle sind nur Kraftwerke mit einer installierten Leistung größer 100 MW aufgeführt.
Nach der Eröffnung der HGÜ-Leitung NordBalt im Dezember 2015 aus Schweden legte Litauen die Heizkraftwerke von Vilnius, Kaunas und Panevėžys still.
| Name des Kraftwerks                          | Inst. Leistung (MW) | Brennstoff  | Status     |
| -------------------------------------------- | ------------------- | ----------- | ---------- |
| Elektrėnai                                   | 2255                | Gas, Heizöl | in Betrieb |
| Vilnius-3                                    | 603                 | Gas, Masut  | in Betrieb |
| Kaunas                                       | 170                 | Gas, Masut  | in Betrieb |
| Mažeikiai (für die Raffinerie ORLEN Lietuva) | 160                 | Gas         | in Betrieb |

## Kernkraftwerke
| Name des Kraftwerks | Inst. Leistung (MW) | Typ  | Status           |
| ------------------- | ------------------- | ---- | ---------------- |
| Ignalina            | 2720                | RBMK | 2009 stillgelegt |

## Wasserkraftwerke
| Name des Kraftwerks           | Inst. Leistung (MW) | Gewässer | Status     |
| ----------------------------- | ------------------- | -------- | ---------- |
| Pumpspeicherkraftwerk Kruonis | 900                 |          | in Betrieb |
| Wasserkraftwerk Kaunas        | 100,8               |          | in Betrieb |

## Windkraftanlagen
Ende 2024 waren in Litauen Windkraftanlagen (WKA) mit einer installierten Leistung von 1.750 MW in Betrieb The Wind Power hatte zum Stand November 2016 58 Windparks erfasst (z. T. handelt es sich dabei aber um einzelne WKA). 2024 lieferte Windenergie 27 % des Strombedarfs Litauens.
| Jahr | Inst. Leist- ung | Erzeugung | Anteil am Bedarf |
| ---- | ---------------- | --------- | ---------------- |
| 2013 | 279 MW           | 603 GWh   |                  |
| 2014 | 288 MW           | 639 GWh   |                  |
| 2015 | 436 MW           | 810 GWh   |                  |
| 2016 | 509 MW           | 1136 GWh  |                  |
| 2017 | 518 MW           | 1364 GWh  |                  |
| 2018 | 533 MW           | 1144 GWh  | 9 %              |
| 2019 | 534 MW           | 1499 GWh  | 12 %             |
| 2020 | 540 MW           | 1552 GWh  | 13 %             |
| 2021 | 671 MW           | 1362 GWh  | 10 %             |
| 2022 | 814 MW           | 1513 GWh  | 12 %             |
| 2023 | 1.208 MW         |           | 21 %             |
| 2024 | 1.750 MW         |           | 27 %             |

| Name des Windparks | Inst. Leistung (MW) | Anzahl | Status     |
| ------------------ | ------------------- | ------ | ---------- |
| Pagėgiai 13        | 73,5                | 30     | in Betrieb |